# Corynactis sanmatiensis
Corynactis sanmatiensis is een Corallimorphariasoort uit de familie van de Corallimorphidae. De wetenschappelijke naam van de soort is voor het eerst geldig gepubliceerd in 1976 door Zamponi.